# MH-6直昇機
MH-6「小鸟」（英語：MH-6 Little Bird）直昇機，又常被暱稱為「殺手蛋」（Killer Egg），是美国陆军用于特種作戰的单引擎轻型直昇機。MH-6和它的攻击型版本AH-6最初是以OH-6A「小馬式」偵察直昇機為基礎改良而來，後期的版本則是以民用的MD 500E為發展藍本，拥有一个5叶片的主旋翼。至於家族中的最新版本MH-6M則是以MD 530F為基礎，拥有一个6叶片的主旋翼和4叶片的尾桨。

## 衍生型
EH-6E
特种作战电子战，指挥所版本。
MH-6E
美国陆军特种部队使用的改进型攻击直升机，以及美国陆军特种部队使用的隐形轻型攻击和运输直升机。
AH-6F
特种作战攻击版。
AH-6G
特种作战攻击版。
MH-6H
特别行动版。
AH/MH-6M
有时也称为任务增强型小鸟 (MELB)，它是 MD 530 系列商用直升机的高度改进版本。到 2015 年，所有 MH-6 直升机将按照 MH-6M 标准进行现代化改造。
A/MH-6R
A/MH-6的升級計畫。稱為A/MH-6R。
KUS-VH
大韩航空航天部 (KAL-ASD) 为韩国武装部队开发了一种武装的无人驾驶版本的小鸟。KUS-VH 与波音 H-6U 无人小鸟 (ULB) 的不同之处在于，前者是完全无人驾驶的，而波音的 ULB 可以有人驾驶或无人驾驶。可以从地面站控制车辆。然而， Jane's International Defense Review 的Gareth Jennings表示，该平台可以与 AH-64E 一起用于“有人-无人合作”（MUM-T）系统中，发挥侦察/侦察作用，以促进“超视距”机动冲刷出敌军。此外，大韩民国拥有超过 150 架 MH-6 小鸟，可根据不同任務需求進行设计或改裝。

## 操作者
美国
- 美国陆军[3]

 大韓民國
- 大韩民国陆军[4]

## 性能（MH-6）
- 最高速度：370 km/h
- 实用升限：5,900 m

## 参数（MH-6）
普通参数
- 机组：2人，正、副驾驶各一
- 乘员：MH-6最多搭载4人
- 长度：32.6ft（9.8m）
- 旋翼直径:27.4ft(8.30m)
- 高度：9.8ft（3.0m）
- 空重：1591lb（722kg）
- 有效载荷：1509lb（684kg）
- 最大起飞重量：3100lb（1406kg）
- 动力：一台T63-A-5A或t63-A-700涡轮轴发动机，630马力（485kW）
- 机身长度：24.6ft（7.50m）
- 机身宽度：4.6ft（1.4m）
- 螺旋桨：主桨6叶尾桨4叶
- 燃料容量：62 US gal (242 L) or 403 lb (183 kg)
- 武裝：
  - 12.7毫米GAU-19或7.62毫米M134加特林機槍2挺
  - LAU-68C/A七聯裝火箭發射器2組，可發射九頭蛇70毫米火箭彈
  - AGM-114地獄火反坦克導彈或FIM-92刺針空空導彈4枚

## 退役
根據軍聞網站「THE WARZONE」2024年2月報導，基於航空投資的再平衡，美軍特戰部隊所使用的MH-6「小鳥」直升機將汰除，預計將用「未來垂直起降載具」（FVL）的衍伸或其他計畫機型取代。

## 流行文化
- 《黑鷹計劃》[6]
- 《超人：鋼鐵英雄》[7]

## 外部連結
- （中文） MH/AH-6特戰直升機